# Elizabeth Bolden
Elizabeth 'Lizzie' Bolden, geboren als Elisabeth Jones (Somerville, Tennessee, 15 augustus 1890 – Memphis, Tennessee, 11 december 2006) was van 27 augustus 2006 tot 11 december 2006 de oudste levende persoon ter wereld. Ze werd ten onrechte van 30 augustus 2005 tot 9 december 2005 als oudste vrouw van de wereld beschouwd. Bolden verkreeg dit record bij het overlijden van de Nederlandse Hendrikje van Andel-Schipper en verloor het bij de erkenning van de Ecuadoriaanse María Esther de Capovilla als zijnde geboren in 1889. Na het overlijden van laatstgenoemde werd Bolden - voor zover kan worden nagegaan - toch officieel de oudste mens ter wereld. Sinds 1 december 2004, toen Emma Verona Johnston overleed, was ze al de oudste inwoner van de Verenigde Staten.
Over haar precieze geboortejaar bestond enige onzekerheid, temeer daar de gegevens van de gemeente waar ze woonde bij een brand verloren gegaan waren. Uit onderzoek is evenwel komen vast te staan dat 1890 het juiste geboortejaar is.
De ouders van Elizabeth waren beiden bevrijde slaven. Ze had een zuster (Phillis) en een broer (Monroe). In 1908 trouwde zij met Lewis Bolden. Het echtpaar werkte aanvankelijk in de katoenoogst; later werden ze pachters van een boerderij waar ze katoen verbouwden. In 1909 kregen ze hun eerste kind. Op latere leeftijd richtte Elisabeth zich sterk op haar religie en speelde ze een rol in haar baptistenkerk.
Bolden heeft zeven kinderen gehad, waarvan nog twee – Esther (toen 88) en Mamie (toen 85) – in leven waren toen zij de oudste persoon op aarde werd. Volgens de media had ze op het moment van haar overlijden 40 kleinkinderen, 75 achterkleinkinderen, 150 achterachterkleinkinderen, 220 achterachterachterkleinkinderen en 75 achterachterachterachterkleinkinderen.
In 1999 verhuisde Bolden naar een verpleeghuis. In 2004 kreeg ze een beroerte. Zij overleed in de ochtend van 11 december 2006, waarmee ze haar titel als oudste levende vrouw afstond aan de 115-jarige Canadese Julie Winnefred Bertrand. De oudste levende persoon op aarde was na Elizabeths dood een man: de Puerto Ricaan Emiliano Mercado del Toro.